# Calhandra-de-três-rabos
Mimo-d'asa-branca ou calhandra-de-três-rabos (Mimus triurus) é uma espécie de ave da família Mimidae.
Pode ser encontrada nos seguintes países: Argentina, Bolívia, Brasil, Chile, Paraguai e Uruguai.
Os seus habitats naturais são: matagal árido tropical ou subtropical, matagal tropical ou subtropical de alta altitude e florestas secundárias altamente degradadas.